# Силигури
Силигури је град у Индији у држави Западни Бенгал. Према незваничним резултатима пописа 2011. у граду је живело 509.709 становника.

## Становништво
Према незваничним резултатима пописа, у граду је 2011. живело 509.709 становника.
| 1991.   | 2001.   | 2011.   |
| ------- | ------- | ------- |
| 364.167 | 472.374 | 509.709 |